# Nguni-Sprachen

Anteil der Nguni-Sprecher in Südafrika, dunkelste Stufe: über 80 Prozent

Die Nguni-Sprachen gehören zur Guthrie-Region S der Bantusprachen.
Sie werden von über 28 Millionen Menschen im südlichen Afrika gesprochen. Sie werden als Nguni bzw. Ngoni bezeichnet, bilden linguistisch eine Gruppe, ethnisch aber nicht. Nguni-Sprecher können sich meist untereinander verständigen. Zu den weiteren Bantusprachen im Südlichen Afrika gehören die Sotho-Tswana-Sprachen, das Tshivenda und das Xitsonga.

## Aufstellung der Nguni-Sprachen
Angegeben ist gegebenenfalls die Zahl der Sprecher, die die Sprache an erster Stelle verwenden („L1-Sprecher“). Die einzelnen Nguni-Sprachen sind laut Guthrie:
- isiZulu (im Jahr 2011 rund 12 Millionen Sprecher,[1] Amtssprache in Südafrika)
- isiXhosa (rund 8 Millionen Sprecher,[1] Amtssprache in Südafrika)
- Nord-Ndebele (im Jahr 2000 über 4 Millionen Sprecher,[2] Amtssprache in Simbabwe)
- Siswati (über 2 Millionen Sprecher, davon 1,3 Millionen in Südafrika,[1] Amtssprache in Eswatini und Südafrika)
- Süd-Ndebele (rund 2 Millionen Sprecher,[1] Amtssprache in Südafrika)
- Phuthi (rund 20.000 Sprecher,[3] anerkannte Sprache in Südafrika, Minderheitensprache in Lesotho)
- Hlubi
- Bhaca
- Nhlangwini
- Sumayela Ndebele, auch Northern Transvaal Ndebele
- ehemalige Sprachen: Lala, Mfengu[4]

Die Ngunisprachen werden in zwei Gruppen eingeteilt: die Zunda Nguni, zu denen isiZulu, isiXhosa sowie Nord- und Süd-Ndebele gehören, und die Tekela Nguni, die die übrigen Nguni-Sprachen umfassen. Wo im Zunda Nguni ein „z“ verwendet wird, steht im Tekela Nguni ein „t“.

## Charakteristische phonetische Eigenschaften
- Fünf Vokale durch Verschmelzen von fast geschlossenen und geschlossenen Vokalen des Proto-Bantu (Ausnahmen im Phuthi)
- fast immer Betonung auf der vorletzten Silbe
- eine Unterscheidung von hohen und tiefer Aussprache bei Vorsilben von Substantiven
- Verwendung von gehauchten Konsonanten (breathy voice), die teilweise als „Unterdrücker-Konsonanten“ (depressor consonants) fungieren[6]
- Verwendung aspirierter Konsonanten
- Verwendung von Klicklauten (außer im Nord-Ndebele)

## Sprachbeispiele
| Deutsch      | „Ich mag deine neuen Stöcke“                  |
| ------------ | --------------------------------------------- |
| isiZulu      | Ngiyazithanda izinduku zakho ezintsha         |
| isiXhosa     | Ndi-ya-zi-thanda ii-ntonga z-akho ezin-tsha   |
| Süd-Ndebele  | Ngi-ya-zi-thanda iin-ntonga z-akho ezi-tjha   |
| Nord-Ndebele | Ngi-ya-zi-thanda i-ntonga z-akho ezin-tsha    |
| Hlubi        | Ng’ya-zi-thanda iin-duku z-akho ezin-sha      |
| Siswati      | Ngi-ya-ti-tsandza ti-ntfonga t-akho letin-sha |
| Phuthi       | Gi-ya-ti-tshadza ti-tfoga t-akho leti-tjha    |